# Gran Premio de Alemania de Motociclismo de 1970
El Gran Premio de Alemania de Motociclismo de 1970 fue la primera prueba de la temporada 1970 del Campeonato Mundial de Motociclismo. El Gran Premio se disputó los días 2 y 3 de mayo de 1970 en el Circuito de Nurburgring.
La organización en Nürburgring centró la ira de los conductores. Esta carrera fue conducida en los (entonces) 21 km de largo Nordschleife en el contexto de la Eifelrennen. Durante toda la jornada, se realizaron carreras tanto de automóviles como de motocicletas. A los corredores de motos, solo se les dio hora y media para explorar la pista y luego 45 minutos para calificar. Hacía frío, niebla y humedad, y debido a los entrenamientos de los coches de Fórmula 2), la pista se volvió aún más resbaladiza.
Además, la organización entregó permisos iniciales aleatorios. Los pilotos principiantes apenas tuvieron la oportunidad de comenzar (y por lo tanto ganar dinero inicial), mientras que los conductores alemanes apenas pudieron comenzar. El neerlandés Theo Louwes se fue a casa antes de las carreras porque solo se le permitía comenzar en la categoría de 500 cc. Las barreras de choque, que eran necesarias para los automóviles, eran extremadamente peligrosas para los motociclistas. Ya durante las sesiones de entrenamiento Rob Fitton salió disparado bajo la barandilla, sufriendo una fractura de la base del cráneo y una pierna arrancada. Fitton murió el mismo día en el hospital.
En estas circunstancias, la mayoría de los motociclistas decidieron no tomar las carreras demasiado en serio y ser especialmente cuidadosos. Los pilotos alemanes podrían usar mejor su conocimiento y motivación del circuito en su carrera local, pero eso también se aplicaba a una serie de pilotos que habían estado alrededor por semanas. Pero, aun así, ocurrieron muchos accidentes y se registraron varios conductores gravemente heridos trasladados al hospital Adenau. Giacomo Agostini lideró las protestas en la FIM e incluso amenazó con un juicio.

## Resultados 500cc
En Alemania se tenía mucha esperanza en el Münch-URS de cuatro cilindros. Ferdi Kaczor y Karl Hoppe se convirtieron en primero y segundo en Gran Premio de Austria (no puntuable para el Mundial). Pero en el Gran Premi alemán Karl Hoppe fue cuarto, obviamente derrotado por Giacomo Agostini con su imparable MV Agusta 500 3C, pero también por la Seeles de Alan Barnett y Tommy Robb.
| Pos.    | Piloto                | Equipo        | Tiempo       | Pts. |
| ------- | --------------------- | ------------- | ------------ | ---- |
| 1       | Giacomo Agostini      | MV Agusta     | 1h 04' 55" 7 | 15   |
| 2       | Alan Barnett          | Seeley        | +2' 52" 3    | 12   |
| 3       | Tommy Robb            | Seeley        | +3' 47" 8    | 10   |
| 4       | Karl Hoppe            | Münch-URS     | +4' 46"      | 8    |
| 5       | Ginger Molloy         | Bultaco       | +5' 04" 8    | 6    |
| 6       | Walter Rungg          | Aermacchi     | +5' 30" 2    | 5    |
| 7       | Martti Pesonen        | Yamaha        | +5' 55" 8    | 4    |
| 8       | Ernst Hiller          | Kawasaki      | +6' 20" 1    | 3    |
| 9       | Billie Nelson         | Hannah Paton  | +6' 39" 9    | 2    |
| 10      | Terry Dennehy         | Drixton-Honda | +6' 48" 6    | 1    |
| 11      | Gyula Marsovszky      | LinTo         |              |      |
| 12      | Heinrich Rosenbusch   | LinTo         |              |      |
| 13      | John Blanchard        | Seeley        |              |      |
| 14      | Ferdinand Kaczor      | Münch-URS     |              |      |
| 15      | Brian Steenson        | Seeley        |              |      |
| 16      | Maurice Hawthorne     | LinTo         |              |      |
| 17      | Stephen Millard       | Matchless     |              |      |
| 18      | Bosse Granath         | Husqvarna     |              |      |
| 19      | Paul Eickelberg       | Norton        |              |      |
| 20      | Nigel Palmer          | Matchless     |              |      |
| 21      | Gilbert Argo          | Honda         |              |      |
| 22      | Alois Maxwald         | Matchless     |              |      |
| 23      | Barry John Randle     | Seeley        |              |      |
| 24      | Willi Bertsch         | Honda         |              |      |
| 25      | Jean-Marie Grandidier | Aermacchi     |              |      |
| 26      | Pierre-Louis Tebec    | Kawasaki      |              |      |
| 27      | Jerry Lancaster       | Aermacchi     |              |      |
| 28      | Rudolf Reinhardt      | BMW           |              |      |
| 29      | Jupp Trobliger        | Norton        |              |      |
| 30      | Walfried Wingartner   | Matchless     |              |      |
| 31      | Ted Janssen           | Matchless     |              |      |
| Ret     | Stan Adams            | Seeley        | Ret          |      |
| Ret     | Hans-Otto Butenuth    | BMW           | Ret          |      |
| Ret     | Steve Ellis           | LinTo         | Ret          |      |
| Ret     | Martin Carney         | Kawasaki      | Ret          |      |
| Ret     | Rodney Gould          | Seeley        | Ret          |      |
| Ret     | Cliff Carr            | Kawasaki      | Ret          |      |
| Ret     | Ron Chandler          | Seeley        | Ret          |      |
| Ret     | John Dodds            | LinTo         | Ret          |      |
| Ret     | Gordon Keith          | Velocette     | Ret          |      |
| Ret     | Jack Findlay          | Seeley        | Ret          |      |
| Ret     | Godfrey Nash          | Norton        | Ret          |      |
| Ret     | Eric Offenstadt       | Kawasaki      | Ret          |      |
| Ret     | Philippe Schreyer     | Kawasaki      | Ret          |      |
| Ret     | Dave Simmonds         | Kawasaki      | Ret          |      |
| Ret     | Rolf Thiemig          | Ducati        | Ret          |      |
| Ret     | Franco Trabalzini     | Paton         | Ret          |      |
| Ret     | Lewis Young           | Honda         | Ret          |      |
| Ret     | Tony Rutter           | Yamaha        | Ret          |      |
| Fuente: |                       |               |              |      |

## Resultados 350cc
En 350cc, Renzo Pasolini no pudo comenzar en la carrera. Se había caído durante un entrenamiento privado con la Benelli 650. Lo sustituyó  Kel Carruthers a bordo de la Benelli cuatro cilindros. Pero Carruthers no tenía ganas de presionar a Giacomo Agostini y se conformó con el segundo puesto. Chas Mortimer quedó tercero con un Yamaha TR 2.
| Pos. | Piloto             | Moto              | Tiempo       | Pts. |
| ---- | ------------------ | ----------------- | ------------ | ---- |
| 1    | Giacomo Agostini   | MV Agusta         | 1h 07' 45" 7 | 15   |
| 2    | Kel Carruthers     | Benelli           | +3' 37" 6    | 12   |
| 3    | Chas Mortimer      | Yamaha            | +4' 55" 5    | 10   |
| 4    | Karl Hoppe         | Yamaha            | +5' 30" 2    | 8    |
| 5    | Hans-Dieter Görgen | Yamaha            | +5' 32" 2    | 6    |
| 6    | Jim Curry          | Drixton-Aermacchi | +5' 32" 6    | 5    |
| 7    | Walter Rungg       | Aermacchi         | +5' 33" 9    | 4    |
| 8    | Walter Scheimann   | Yamaha            | +7' 41" 3    | 3    |
| 9    | Billie Nelson      | Yamaha            | +8' 48" 4    | 2    |
| 10   | Walter Sommer      | Yamaha            | +9' 22" 4    | 1    |
| 11   | Manfred Bernsee    | Maico             |              |      |
| Ret  | Alan Barnett       | Aermacchi         | Ret          |      |
| Ret  | Jack Findlay       | Yamaha            | Ret          |      |
| Ret  | Theo Bult          | Yamaha            | Ret          |      |
| Ret  | Martin Carney      | Shepherd Kawasaki | Ret          |      |
| Ret  | Lewis Young        | Aermacchi         | Ret          |      |
| Ret  | John Blanchard     | Chuck Seeley      | Ret          |      |
| Ret  | Eric Offenstadt    | Kawasaki          | Ret          |      |
| Ret  | Martti Pesonen     | Yamaha            | Ret          |      |
| Ret  | Bohumil Stasa      | ČZ                | Ret          |      |
| Ret  | Godfrey Nash       | Norton            | Ret          |      |
| Ret  | Steve Ellis        | Norton            | Ret          |      |
| Ret  | Paul Eickelberg    | Aermacchi         | Ret          |      |
| Ret  | Tony Rutter        | Yamaha            | Ret          |      |
| Ret  | Tommy Robb         | Yamaha            | Ret          |      |

## Resultados 250cc
En 250 cc, Phil Read (Yamaha) tomó la delantera por un corto tiempo ya que tuvo dificultades y se tuvo que retirar. La cabeza fue tomada por Kel Carruthers (Yamaha), quien acumuló una gran ventaja y ganó a Klaus Huber (Yamaha) y Chas Mortimer (Yamaha).
| Pos. | Piloto              | Moto      | Tiempo       | Pts. |
| ---- | ------------------- | --------- | ------------ | ---- |
| 1    | Kel Carruthers      | Yamaha    | 1h 09' 26" 2 | 15   |
| 2    | Klaus Huber         | Yamaha    | +22" 1       | 12   |
| 3    | Chas Mortimer       | Yamaha    | +22" 4       | 10   |
| 4    | Walter Sommer       | Yamaha    | +1' 45" 3    | 8    |
| 5    | Heinrich Rosenbusch | Yamaha    | +1' 50" 5    | 6    |
| 6    | Jarno Saarinen      | Yamaha    | +1' 55"      | 5    |
| 7    | Lothar John         | Yamaha    | +3' 10" 2    | 4    |
| 8    | Gyula Marsovszky    | Yamaha    | +3' 10" 2    | 3    |
| 9    | László Szabó        | MZ        | +3' 13" 2    | 2    |
| 10   | Teuvo Länsivuori    | Yamaha    | +3' 15" 9    | 1    |
| 11   | Ginger Molloy       | Yamaha    |              |      |
| 12   | Walter Rungg        | Aermacchi |              |      |
| 13   | Tommy Robb          | Shepherd  |              |      |
| 14   | Jim Curry           | Honda     |              |      |
| 15   | Marty Lunde         | Yamaha    |              |      |
| Ret  | Santiago Herrero    | OSSA      | Ret          |      |
| Ret  | Börje Jansson       | Yamaha    | Ret          |      |
| Ret  | János Reisz         | MZ        | Ret          |      |
| Ret  | Gordon Keith        | Yamaha    | Ret          |      |
| Ret  | Theo Bult           | Yamaha    | Ret          |      |
| Ret  | Oronzo Memola       | Yamaha    | Ret          |      |
| DNQ  | Jacques Bernard     | OSSA      | DNQ          |      |

## Resultados 125cc
Ángel Nieto comenzó por primera vez en Alemania con la nueva Derbi de dos cilindros, esta vez con un diseño más convencional con dos cilindros adyacentes (había probado previamente con dos cilindros en el cigüeñal). La máquina aún carecía de fiabilidad y solo fue en la decimotercera. La carrera fue ganada por John Dodds (Aermacchi), seguido de Heinz Kriwanek (Rotax) y Walter Sommer (Yamaha ).
| Pos. | Piloto                  | Moto       | Tiempo       | Pts. |
| ---- | ----------------------- | ---------- | ------------ | ---- |
| 1    | John Dodds              | Aermacchi  | 1h 02' 32" 9 | 15   |
| 2    | Heinz Kriwanek          | Rotax      | +6" 3        | 12   |
| 3    | Walter Sommer           | Yamaha     | +22" 8       | 10   |
| 4    | Toni Gruber             | Maico      | +40" 9       | 8    |
| 5    | Otello Buscherini       | Villa      | +1' 08"      | 6    |
| 6    | László Szabó            | MZ         | +1' 26" 3    | 5    |
| 7    | Siegfried Möhringer     | Yamaha     | +2' 10" 8    | 4    |
| 8    | Herbert Mann            | MZ         | +2' 47" 1    | 3    |
| 9    | Günter Bartusch         | MZ         | +3' 09" 2    | 2    |
| 10   | Hans-Joachim Dittberner | Honda      | +3' 48" 8    | 1    |
| 11   | Luigi Rinaudo           | Aermacchi  |              |      |
| 12   | Siegfried Lohmann       | MZ         |              |      |
| 13   | Cees van Dongen         | Yamaha     |              |      |
| 14   | Karl-Heinz Ewig         | Honda      |              |      |
| 15   | Werner Schmied          | Honda      |              |      |
| Ret  | Manfred Bernsee         | Bultaco    | Ret          |      |
| Ret  | Walter Scheimann        | Moto Villa | Ret          |      |
| Ret  | Keith Turner            | Aermacchi  | Ret          |      |
| Ret  | Jerry Lancaster         | Yamaha     | Ret          |      |
| Ret  | Ryszard Mankiewicz      | MZ         | Ret          |      |
| Ret  | János Reisz             | MZ         | Ret          |      |

## Resultados 50cc
En un circuito mojado y resbaladizo y donde pocos pilotos conocían bien la pista, la Derbi de Ángel Nieto, que había estado acampando en Nordschleife durante semanas, ganó la carrera de 50cc. Sus mayores competidores, los holandeses Jan de Vries, Aalt Toersen y Jos Schurgers tuvieron un resultado discreto en este circuito peligroso. Rudolf Kunz (Kreidler) quedó en segundo lugar y Gilberto Parlotti (Tomos), tercero.
| Pos. | Piloto              | Moto       | Tiempo    | Pts. |
| ---- | ------------------- | ---------- | --------- | ---- |
| 1    | Ángel Nieto         | Derbi      | 39' 30" 7 | 15   |
| 2    | Rudolf Kunz         | Kreidler   | +50" 1    | 12   |
| 3    | Gilberto Parlotti   | Tomos      | +53" 9    | 10   |
| 4    | Salvador Cañellas   | Derbi      | +2' 35" 5 | 8    |
| 5    | Eugenio Lazzarini   | Morbidelli | +3' 06" 9 | 6    |
| 6    | Otello Buscherini   | Honda      | +3' 10" 2 | 5    |
| 7    | Manfred Bernsee     | Maico      |           | 4    |
| 8    | Aalt Toersen        | Jamathi    |           | 3    |
| 9    | Harald Bartol       | Kreidler   |           | 2    |
| 10   | Jos Schurgers       | Kreidler   |           | 1    |
| 11   | Siegfried Lohmann   | Kreidler   |           |      |
| 12   | Adrijan Bernetic    | Tomos      |           |      |
| 13   | Cees van Dongen     | Kreidler   |           |      |
| 14   | Luigi Rinaudo       | Tomos      |           |      |
| 15   | Roland Schuster     | Kreidler   |           |      |
| 16   | Peter Zurcher       | Honda      |           |      |
| 17   | Martin Mijwaart     | Jamathi    |           |      |
| 18   | Guy Muyters         | Kreidler   |           |      |
| Ret  | Jan de Vries        | Kreidler   | Ret       |      |
| Ret  | Hans Schewel        | Kreidler   | Ret       |      |
| Ret  | Juan Bordons        | Derbi      | Ret       |      |
| Ret  | Rolf Braun          | Kreidler   | Ret       |      |
| Ret  | Walter Dauwell      | Kreidler   | Ret       |      |
| Ret  | Oswald Dittrich     | Kreidler   | Ret       |      |
| Ret  | Ludwig Fassbender   | Kreidler   | Ret       |      |
| Ret  | Dittrich Gedlich    | Kreidler   | Ret       |      |
| Ret  | Oronzo Memola       | Kreidler   | Ret       |      |
| Ret  | Jean-Louis Pasquier | Derbi      | Ret       |      |
| DNQ  | Jacques Bernard     | OSSA       | DNQ       |      |